# Ernest Žabkay
Ernest Žabkay (17. září 1910 Žilina – 3. června 1996 tamtéž) byl slovenský právník. Působil jako advokát a známým se stal především díky obhajobě bývalého prezidenta Slovenského státu Jozefa Tisa během soudního procesu před Národním soudem v Bratislavě.

## Životopis
Narodil se v Žilině v konzervativní katolické rodině. Studoval na římskokatolické lidové škole, později státní reálce v Žilině. V roce 1933 ukončil studium práv na Právnické fakultě Univerzity Komenského v Bratislavě. Zde vstoupil do Spolku socialistických akademiků, který sdružoval vysokoškolské studenty podporující politiku komunistické strany. V rámci tohoto spolku začal pracovat i pro komunistický měsíčník DAV. Po ukončení studia se vrátil do Žiliny, kde začal pracovat jako advokátní koncipient. V Žilině se začal angažovat ve Spolku slovenských akademiků, který taktéž sdružoval levicově smýšlející studenty. Na konci roku 1938 po uplynutí pětileté koncipientské praxe začal pracovat jako advokát. Během existence Slovenského státu zastupoval u soudů lidi, kteří byli určitým způsobem poškozováni a perzekvováni vládnoucím režimem, včetně Židů v majetkových a jiných věcech. Po vypuknutí Slovenského národního povstání se přihlásil jako dobrovolník k partyzánskému oddílu v Kuneradu, kde však byl pro špatný zdravotní stav odmítnut. Po potlačení povstání se ukrýval na více místech, aby se vyhnul převozu do tábora v Ilavě. Po osvobození Slovenska vstoupil do komunistické strany. V srpnu 1945 mohl znovu vykonávat advokátní praxi. Současně byl zapsán do seznamu obhájců, kteří byli oprávněni zastupovat obžalované před Národním soudem a okresními lidovými soudy, které se měly zabývat zločiny režimu z období Slovenského státu. Z důvodu, že u soudů obhajoval bývalé členy HSLS, byl na konci roku 1945 vyloučen z komunistické strany.
Dne 22. května 1946 podepsaly sestry a bratr Jozefa Tisa zmocnění na jeho zastupování ve prospěch JUDr. Žabkaye. Toto následně podepsal i sám Jozef Tiso. JUDr. Žabkay se tak stal zvoleným obhájcem obžalovaného Tisa v řízení před Národním soudem. Bývalého prezidenta v řízení zastupoval spolu s JUDr. Martinem Grečem. Proces začal 2. prosince 1946 a odsuzující rozsudek byl vynesen 15. dubna 1947. Tiso byl odsouzen k smrti a oběšen v časných ranních hodinách 18. dubna 1947 na dvoře Justičního paláce v Bratislavě. V roce 1947 obhajoval JUDr. Žabkay před Národním soudem i Eugena Filkorna, katolického kněze a bývalého poslance slovenského sněmu.
Po skončení procesu s Tisem se JUDr. Žabkay vrátil do Žiliny, kde dále pracoval jako advokát. Od začátku roku 1948 musel JUDr. Žabkay čelit několika pokusům o vyloučení z organizací, kterých byl členem. V roce 1950 byl vyloučen z advokátní komory. Následně musel začít pracovat jako dělník. Ze zdravotních důvodů byl ještě v průběhu roku 1950 přeřazen na administrativní práci do Košic. V roce 1951 byl ze zdravotních důvodů přeřazen do Martina a potom do Žiliny, kde znovu pracoval jako dělník. V roce 1952 byl v rámci tzv. Akce B určený na vystěhování ze svého bytu, což se mu však podařilo zvrátit. Od roku 1954 začal pracovat jako podnikový právník v ČSAD Žilina, pak v ČSAD Martin. Jako podnikový právník pracoval až do důchodu. Zemřel 3. června 1996 v Žilině.

## Dílo
- RAŠLA, Anton; ŽABKAY, Ernest. Proces s dr. J. Tisom : Spomienky obžalobcu Antona Rašlu a obhajcu Ernesta Žabkayho. 1. vyd. Bratislava: Tatrapress, 1990. 256 s. ISBN 80-85260-03-4. (slovensky)